# Nguyễn Văn Phước (chuẩn tướng)
Nguyễn Văn Phước (1926-1971), nguyên là một sĩ quan Bộ binh cao cấp của Quân lực Việt Nam Cộng hòa. Ông xuất thân từ khóa đầu tiên khi trường Võ bị Quốc gia từ Huế dời về Đà Lạt. Ra trường, ông được chọn vào ngành Quân báo & An ninh trong Quân đội. Năm 1954, ông giữ chức vụ Trưởng phòng 2 Đệ Nhất Quân khu. Sau đó, phụ trách ngành An ninh Quân đội. Ông phục vụ ở ngành này với thời gian lâu nhất (1954-1964). Sau cùng ông được chuyển sang lĩnh vực Chỉ huy và Tham mưu cấp Sư đoàn và Quân đoàn. Năm 1971, khi đang là Đại tá Phụ tá Tư lệnh một Quân đoàn, ông bị tử nạn trong khi thi hành nhiệm vụ, được truy thăng cấp bậc Chuẩn tướng.

## Tiểu sử & Binh nghiệp
Ông sinh vào tháng 7 năm 1926 trong một gia đình điền chủ tại Mỹ Tho, Định Tường, miền Nam Việt Nam. Năm 1944, ông tốt nghiệp Trung học chương trình Pháp tại Mỹ Tho với văn bằng Thành chung.

### Quân đội Liên hiệp Pháp
Ngày 15 tháng 2 năm 1946, ông tình nguyện nhập ngũ vào Quân đội thuộc địa, mang số quân: 46/103.028. Theo học khóa Hạ sĩ quan. Ra trường, ông được mang cấp bậc Trung sĩ phục vụ đơn vị Bộ binh. Năm 1949, với cấp bậc Thượng sĩ ông được chuyển qua phục vụ Quân đội Liên hiệp Pháp.

### Quân đội Quốc gia Việt Nam
Năm 1950, khi Quân đội Quốc gia chính thức thành lập, ông được đơn vị cử theo học khóa 3 Trần Hưng Đạo tại trường Võ Bị Liên Quân Đà Lạt, khai giảng ngày 1 tháng 10 năm 1950. Ngày 25 tháng 6 năm 1951 mãn khóa tốt nghiệp với cấp bậc Thiếu úy. Ra trường, ông được cử làm sĩ quan An ninh trong một Tiểu đoàn Khinh quân, đồn trú tại miền Bắc Việt Nam. Tháng 6 năm 1952, ông được thăng cấp Trung úy chuyển sang làm Tiểu đoàn phó Tiểu đoàn 13 Việt Nam. Đến giữa năm 1953, ông được thăng cấp Đại úy, được cử giữ chức vụ Tiểu đoàn trưởng Tiểu đoàn Sơn Cước số 9. Năm 1954, sau hiệp định Genève (20 tháng 7), ông được thăng cấp Thiếu tá, được cử giữ chức vụ Trưởng phòng 2 Đệ Nhất Quân khu do Đại tá Trần Văn Minh làm Tư lệnh.

### Quân đội Việt Nam Cộng hòa
Tháng 11 năm 1955, sau khi Tổng thống Ngô Đình Diệm đổi tên Quân đội Quốc gia thành Quân đội Việt Nam Cộng hòa. Ông được chuyển về phục vụ trong Bộ Tổng tham mưu với chức vụ Trưởng khối An ninh Quân đội. Đến đầu năm 1957, ông được thăng cấp Trung tá tại nhiệm.
- Thời điểm này Tổng Tham mưu trưởng là Trung tướng Lê Văn Tỵ.

Giữa năm 1958, ông được chỉ định vào chức vụ Trưởng phòng 2 tại Bộ Tổng tham mưu thay thế Trung tá Trang Văn Chính được cử đi làm Chỉ huy trưởng trường Quân báo Cây Mai.
Trong thời gian ông giữ chúc Trưởng phòng 2 tại Bộ Tổng Tham mưu, trải qua các vị Tổng Tham mưu trưởng:
- Đại tướng Lê Văn Tỵ, Trung tướng Trần Thiện Khiêm, Trung tướng Trần Văn Đôn và Trung tướng Lê Văn Kim.

Ngày Quốc khánh 26 tháng 10 năm 1962, ông được thăng cấp Đại tá tại nhiệm. Đầu năm 1964, ông được cử giữ chức vụ Quyền Giám đốc Nha An ninh Quân đội tại Bộ Tổng Tham mưu, thay thế Thiếu tướng Nguyễn Văn Quan (Thời điểm này, Tổng tham mưu trưởng là các Trung tướng Nguyễn Khánh và Trần Thiện Khiêm). Tháng 9 cùng năm, được lệnh bàn giao Nha An ninh Quân đội lại cho Thiếu tướng Linh Quang Viên. Sau đó chuyển về Vùng 4 chiến thuật, giữ chức phụ tá cho Đại tá Đặng Văn Quang Tư lệnh Sư đoàn 21 Bộ binh, bản doanh đặt tại Bạc Liêu.
Trung tuần tháng 1 năm 1965, ông được cử làm Quyền Tư lệnh Sư đoàn 21 Bộ binh thay thế Thiếu tướng Đặng Văn Quang đi làm Tư lệnh Quân đoàn IV & Vùng 4 chiến Thuật. Tháng 3 cùng năm, ông bàn giao Sư đoàn 21 Bộ binh lại cho Đại tá Nguyễn Văn Minh. Sau đó thuyên chuyển ra Quân khu 2 giữ chức vụ Tư lệnh Biệt khu 24 Kontum. Đầu năm 1966, ông được cử vào chức vụ Phụ tá Dân sự vụ cho Tư lệnh Quân đoàn II là Trung tướng Vĩnh Lộc.
Giữa năm 1968, ông lại được chuyển về Quân khu 4 và được cử làm phụ tá Tình báo cho Tư lệnh Quân đoàn IV & Vùng 4 chiến thuật do Thiếu tướng Nguyễn Viết Thanh làm Tư lệnh Quân đoàn. Trong thời gian này ông đã được cử đi du hành quan sát nhiều Quốc gia Á Châu như Philippines, Trung hoa Dân quốc, Đại Hàn và Nhật Bản.

## Tử nạn
Ngày 18 tháng 5 năm 1971, vào lúc 4 giờ chiều ông bị tử nạn trực thăng trên sông Hậu Giang (Cần Thơ, Phong Dinh) khi đang bay thị sát chiến trường. Hưởng dương 45 tuổi.
Ông được truy thăng cấp bậc Chuẩn tướng và truy tặng đệ tam đẳng Bảo quốc Huân chương kèm Anh dũng Bội tinh với nhành dương liễu.
Ngày 22 tháng 5, tang lễ được cử hành trọng thể với lễ nghi quân cách của một tướng lãnh. An táng tại Nghĩa trang Quân đội Biên Hòa.
Hiện nay mộ phần của ông đã được thân nhân xây sửa lại và vẫn còn nằm tại Nghĩa trang nói trên.

## Huy chương
-Bảo quốc Huân chương đệ tam đẳng (truy tặng)
-Anh dũng Bội tinh với nhành Dương liễu (truy tặng)
-Hai mươi lăm huy chương đủ loại của Việt Nam Cộng hòa
-Sáu huy chương của Đồng minh.

## Gia đình
- Phu nhân: Bà Lê Thị Hạnh (1926-2019)

Ông bà có 8 người con

## Sách
- Những người trai khói lửa. Nhà xuất bản Thanh Hóa, ấn phẩm năm 2000.